# Atikamekw jezik
Atikamekw jezik (tête de boule, attimewk, attikamek, atihkamekw, atikamek; ISO 639-3: asw), jezik istoimenog plemena porodice algonkin (algonkvin), koji se govori na Labradoru u provinciji Quebec, Kanada. U suvremeno vrijeme njime govori blizu 4 000 (1998 Statistics Canada) ljudi koji pripadaju lokalnim podgrupama Manawan, Wemotaci i Opitciwan a žive na rezervatima Manuane, Obedjiwan i Weymontachie,.
Različit je od jezika Indijanaca Montagnais i Naskapi. 

## Vanjske poveznice
- Ethnologue (14th)
- Ethnologue (15th)